# Killer World Tour
Killer World Tour är det brittiska heavy metal bandet Iron Maidens andra turné och gjordes i samband med albumet Killers. Turnén pågick från februari 1981 till december 1981, med totalt 131 konserter. Det blev Iron Maidens första egentliga världsturné.  
Turnén inleddes i Storbritannien och fortsatte ut i Europa. Efter det spelade Iron Maiden för första gången i Japan och USA, som förband åt Judas Priest.  

## Maiden Japan
Under turnén spelades live-EP:n Maiden Japan in.

## Sverige
Den 9 september 1981 spelade bandet på Göta Lejon i Stockholm och den 10 september på Olympen i Lund. De två svenska spelningarna skulle ha varit i maj, men blev uppskjutna till hösten på grund av problem med Di'Anno.

## Paul Di'Anno ersätts av Bruce Dickinson
Under turnén hade det uppstått problem med sångaren Paul Di'Anno, som fått ett ökande missbruk av alkohol, kokain och amfetamin vilket skadade både sångröst och ork. Bandet tvingades ställa in flera konserter och en hel inbokad Tysklandsturné, tills Di'Anno slutligen fick sparken i oktober 1981. Då hade bandet redan värvat Bruce Dickinson från Samson, som de vänt sig till i slutet av augusti 1981. Paul Di'Annos sista konsert med Iron Maiden blev på Odd Fellow i Köpenhamn den 10 september 1981. Bruce Dickinson sjöng på de sju sista konserterna på Killers-turnén i oktober och november.

## Låtlista
Intro: The Ides of March (Killers, 1981)
1. Wrathchild (Killers, 1981)
2. Purgatory (Killers, 1981)
3. Sanctuary (Sanctuary / Iron Maiden, 1980)
4. Remember Tomorrow (Iron Maiden, 1980)
5. Another Life + Trumsolo (Killers, 1981)
6. Genghis Khan (Killers, 1981)
7. Killers (Killers, 1981)
8. Innocent Exile (Killers, 1981)
9. Murders in the Rue Morgue (Killers, 1981)
10. Twilight Zone (Killers, 1981)
11. Phantom of the Opera (Iron Maiden, 1980)
12. Iron Maiden (Iron Maiden, 1980)
13. Running Free (Iron Maiden, 1980)
14. Transylvania (Iron Maiden, 1980)
15. Gitarrsolo (Dave Murray)
16. Drifter (Killers, 1981)
17. Prowler (Iron Maiden, 1980)

### Variationer
- Strange World (Iron Maiden, 1980)
- I've Got the Fire (Montrose-cover)

- 22 Acacia Avenue - Premiärspelad i London, 15 november 1981
- Children of the Damned - Premiärspelad i London, 15 november 1981
- Run to the Hills - Premiärspelad i London, 23 december 1981
- The Prisoner - Premiärspelad i London, 23 december 1981
- Hallowed Be Thy Name - Premiärspelad i London, 23 december 1981

## Nya länder
- Japan
- USA
- Kanada
- Jugoslavien

## Banduppsättning
- Steve Harris - bas
- Dave Murray - gitarr
- Adrian Smith - gitarr
- Clive Burr - trummor
- Paul Di'Anno - sång (t.o.m. 10/9 1981)
- Bruce Dickinson - sång (fr.o.m. 26/10 1981)